# D'Est
Pour plus de détails, voir Fiche technique et Distribution.
D'Est est un documentaire français réalisé par Chantal Akerman, sorti en 1993. Il est présenté au Festival de Locarno en 1993.
Ce documentaire traite de la vie en Europe de l'Est après la chute du Mur de Berlin.
Natalia Chakhovskaia interprète vers les 10 dernières minutes du film l'aria de la suite pour violoncelle solo de Boris Tchaïkovski.

## Synopsis
Chantal Akerman pose et promène sa caméra pour nous faire découvrir une Europe de l'Est post-Union soviétique. Débutant dans une campagne verte et chaude, le film finit à Moscou sous la neige. La réalisatrice nous montre une diversité de paysages, intérieurs, rues, habitants avec toute la simplicité et la puissance de l'image non commentée.

## Fiche technique
- Titre français : D'Est
- Réalisation : Chantal Akerman
- Assistant réalisateur : Szymon Zaleski
- Scénario : Chantal Akerman
- Image : Raymond Fromont et Bernard Delville
- Son : Pierre Mertens Thomas, Gauder et Didier Pecheur
- Montage : Claire Atherton, Agnès Bruckert
- Direction de Production : Helena van Dantzig
- Production déléguée : François Le Bayon
- Production exécutive : Marilyn Watelet
- Pays de production :  France
- Format : couleurs - 35 mm - 1,37:1 - Dolby
- Genre : documentaire
- Durée : 107 minutes
- Date de sortie : 1993